# Iffendic
 Iffendic  es un municipio situado en la región de Bretaña, departamento de Ille-et-Vilaine, en el distrito de Rennes y en el cantón de Montfort-sur-Meu.

## Demografía
| 2736 | 2528 | 2416 | 2580 | 2675 | 3047 |
| Para los censos de 1962 a 1999 la población legal corresponde a la población sin duplicidades (Fuente: INSEE [Consultar]) |      |      |      |      |      |

## Geografía
Gracias a su superficie, Iffendic llega a la segunda posición de los municipios del departamento, detrás de Paimpont y Martigné-Ferchaud. 
Está cruzada por el Meu. Del punto de vista de la riqueza de la flora, Iffendic forma parte de los municipios del departamento que tiene en sus diferentes biotopos el más de tábanos, es decir 579 por una media por municipio de 348 tábanos y un total por departamento de 1373 tábanos (118 familias). Se cuenta también 38 tábanos con un fuerte valor patrimonial (un total de 207); 15 tábanos protegidos y 27 que permanecen à la lista roja del Macizo Armoricano (un total por departamento de 237).

## Historia
Dos hipótesis existen en cuanto a la etimología: "Pays des ifs" o "In fine" con el sufijo ic por pueblo a la frontera porque este territorio está dentro del de los Coriosolites y del de los Redones. 
Iffendic se situaba al cruce de las dos vías romanas; la vía romana nord/sur de Corseul en Nantes y la vía romana este/oeste de Rennes hasta Carhaix. Se puede también evocar otras huellas anteriores de la época gallo-romana con el menhir de la Pierre Longue(Neolítico) cerca de los pueblos de la Barre y de Vau-Savelin.
Los Normandos devastan el Pays en el siglo X y el lugar de la iglesia cambia, ya no será en las riberas del Meu.
La iglesia fue reconstruida en 1122 por un tal Jacob, en el lugar de la iglesia actual. En 1189, la iglesia de Iffendic está dada a la abadía de Marmoutier en Tourraine que construye luego un priorato en la región. Después que fue establecido los benedictinos, el obispado de Saint-Malo conserva sus derechos nada despreciable en la parroquia de Iffendic. 
La parroquia fue divisada en once partes, especialmente por la recaudación de impuestos: el centro, Allensac, la Barre, Boutavent, Canlou, Couacurel, Pintillac, Tréez, Tréhieuc, Trévit, Vaubeuzet. 
En la Edad Media, Iffendic tenía en su territorio numerosos edificios como casas solariegas y castillos. El castillo de Boutavent (siglo XII) alojó los señores de Montfort cuando el castillo de Montfort fue destruido. Se quedan en Boutavent durante alrededor de dos siglos antes de regresar en su antiguo castillo; el de Montfort. Después, el sitio parece abandonado, pero nada demuestra que ya no fue vivido luego. 
La población del municipio está a favor de los cambios acarreados por la Revolución francesa, sobre todo desde el fin del Terror. La fiesta revolucionaria más importante es la que celebra el aniversario de la ejecución de Luis XVI, junta con un juramento de odio a la monarquía y a la anarquía, celebrada a partir de 1795.

## Lugares y monumentos

### Monumentos
El municipio cuenta dos Monumentos Históricos: 
- Iglesia Saint-Éloi, con un estilo gótico flamígero, tiene un espléndido vidriera (1542). El arcade (1607) está vencido por una galería que sirve de osario. El vidriera y el portal están registrados por orden del 11 de junio de 1926.[5]

- Castillo de la Châsse que data de 1895. El bajorrelieve esculpido por Jean-Antoine Houdon en 1781 y ahora conservado en el Louvre fue registrado por orden el 1 de septiembre de 1930.[6][7]

El municipio tiene 378 fichas de inventarios en las cuales:
- La capilla Saint Barthélémy[9]
- El castillo de Treguil que se remonta a menudo al siglo XVI.[10] Fue la propiedad de los condes de Montfort y formaba parte de las defensas de esta ciudad. El castillo como lo vemos hoy, es una reconstrucción del principio del siglo XIX, alrededor de 1820. El pabellón noroeste es la parte la más antigua del castillo. Aloja una escalera a tornillo, en madera y una chimenea del siglo XIV o XV.
- Castillo del Breil fue construido alrededor de los años 1860-1863.[11] Tenía un estilo Neorrenacimiento. Pero el castillo fue muy perjudicado por un incendio durante la noche del 27 al 28 de junio de 1903.
- Castillo du Pin. Esta residencia fue construida en el siglo XIX en lugar de la antigua casa solariega. Hoy, este pequeño castillo aloja una casa rural y habitaciones de hotel.[12]
- Castillo de la Morinais[13]
- Ruinas del castillo de Boutavant.[14]
- Antiguas casas del centro. Las huellas de la antigua actividad comercial de la ciudad están visibles con la presencia de algunas casas en el centro, calle de Gaël y el Boulevard de la Trinité.
- Tres monumentos megalitismos.[15][16][17]

## Sitios naturales
- Vallon de la Chambre au Loup. Situado a 2 km del Domaine de Trémelin, le Vallon de la Chambre au Loup ofrece un paisaje increíble. Esta pequeña valle fue cavada por un desmoronamiento a causa de fallas que son aparecidas en los plegamientos del esquisto y a la erosión provocada por el río. Tiene 70 hectáreas de landas pobladas de árboles, altos acantilados en los cuales el más vertiginoso llega a 35m de altura. Este "pequeño cañón" propone también marchas en un entorno maravilloso y natural.
- Domaine de Trémelin es un sitio natural que cobra más de 220 hectáreas. El sitio se compone de un gran bosque, sino también uno de los principales estanques "oligodystrophes" (dinámico vegetal muy lento) de Ille-et-Vilaine[3] y de las landas, espacios registrados zona natural de interés ecológico de la fauna y de la flora. Numerosos circuitos de excursión (en los cuales la vuelta del estanque) permiten descubrir el sitio. La base de ocios de Trémelin propone también varias actividades de ocios. Desde mayo de 2010, existe también en el Domaine de Trémelin, un lugar de arte contemporáneo llamado l'Aparté.
- Domaine de Careil. Espacio natural departamental, el Domaine de Careil de 96 hectáreas, acoge numerosos pájaros de varias variedades. Un observatorio ornitológico está disponible al público en particular para observar pájaros migratorios o que pasan el invierno.[18]
- Domaine de Boutavent. Situado cerca del Domaine de Trémélin et del Vallon de la Chambre au Loup, el Domaine de Boutavent está marcado por el antiguo castillo feudal construido por los señores de Montfort (siglo XI y XIV). Señales de interpretación permiten a los visitantes comprender la historia del sitio. Constituye también un conservatorio de paisajes dónde frecuentan bosque, landas y boscajes.
- Bosque de Iffendic se extiende en más de 300 hectáreas y se centra alrededor del Domaine de Trémelin, del Vallon de la Chambre au Loup y del molino del Casse. Los árboles que forman este bosque son sobre todo robles, hayas y pinos. Numerosos senderos son accesibles a pie, a caballo y a bicicleta de montañas por algunos.
- Arboretum. Creado en 2003, el arboretum ofrece un lugar de paso en le corazón del centro de Iffendic. De hecho, un sendero balizado permite deambular entre las esculturas de artistas locales al borde del Meu.
- Vallée du Casse está adornada de caos rocosos de poudingue(roca sedimentaria formada de cantos unidos con cemento). Grandes fisuras cortan la roca. En una, un magnífico roble parece enganchado a la pared.

## Apuntes y referencias
<references>
- Datos: Q533891
- Multimedia: Iffendic / Q533891
- Guía turística: Iffendic